# 小浜光隆
小浜 光隆（おはま みつたか）は、安土桃山時代から江戸時代前期にかけての武将、旗本。父は舟大将として仕えた小浜景隆。

## 略歴
父同様に水軍衆を率いて徳川家に属し、関ヶ原の戦いでは東軍に加わっている。また、慶長19年（1614年）11月16日、大坂冬の陣では九鬼守隆・向井忠勝・千賀信親らと共に、多数を頼みに約1500漕で伝法口に攻めこんでいる。
1620年から大坂船手頭に任じられ、大坂以西の大名家が保有する船舶の監察業務を担当し、1625年には、筑前福岡藩主・黒田忠之を大船建造の禁令抵触の疑いで幕府に告発している。

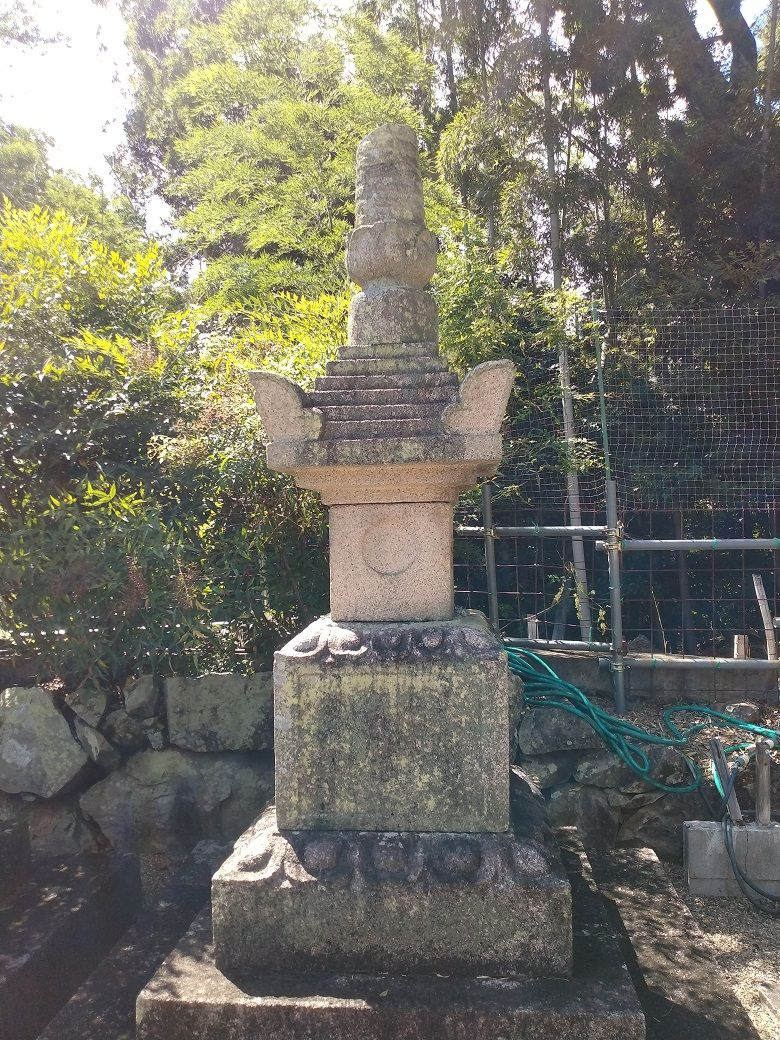
小浜光隆の墓(宇治市興聖寺)

子の小浜嘉隆が船手頭を継ぎ、旗本として5000石を領する。また、嘉隆の弟の小浜直隆も1609年に藤堂高虎に仕え、舟奉行となっている。墓所は孫広隆の室の実家永井家代々の菩提寺宇治市興聖寺にある。